# Lovell-Gletscher
Der Lovell-Gletscher ist ein Gletscher im Süden der Alexander-I.-Insel vor der Westküste der Antarktischen Halbinsel. Er fließt von den Dione-Nunatakkern in südwestlicher Richtung zum Stravinsky Inlet.
Das UK Antarctic Place-Names Committee benannte ihn 2010 nach dem britischen Astronomen Bernard Lovell (1913–2012).